# 引目勾鼻
引目勾鼻法是討論大和繪中的人物表現技巧時的用語，所指的是平安時代到鎌倉時代間，主要在繪卷、物語繪等中登場的貴族人物畫的臉部描繪技巧，是日本一種獨特的技法。

源氏物語第３８帖「鈴蟲」

## 歷史
引目勾鼻法是一種人物描繪的技法。
發源自平安時代到鎌倉時代之間，而這段時期內又以「物語繪卷」特別盛行，以「源氏物語繪卷」為首、「寢覺物語繪卷」、「紫式部日記繪卷」、「枕草子繪卷」等
都有用引目勾鼻做人物描繪的蹤跡。
這樣的人物描繪法，也被認為是將「物語」繪畫化時的有效手段；「物語繪卷」大致可說是被認可為「引目勾鼻」式人物描法的原始起點。

## 技法
以一條線勾勒出細長而清秀的眼睛和呈現'く字型'的鼻子，嘴巴的部分則以小小的朱紅點表示，是一種非常簡潔只具有象徵性容貌的技法。

## 表現

### 角度差異
有臉朝向「斜前方」以及「側面」兩種表現。
斜前方的眼睛、鼻子、嘴巴都清楚地呈現出來，但是側面角度的鼻子與嘴巴有些會直接省略。
因為側面角度實際上是從側後方往前看的角度，所以才會看不見鼻子與嘴巴，眼睛也比斜前方角度來得小。
這正是引目勾鼻法的重點「迴避正面的描繪」，
讓鼻子不管在什麼角度都不會明顯突出。
不讓鼻子明顯隆起，卻又看得出高挑鼻子，正與平安時代人們喜歡平穩卻又精緻的事物有關。

### 性別差異

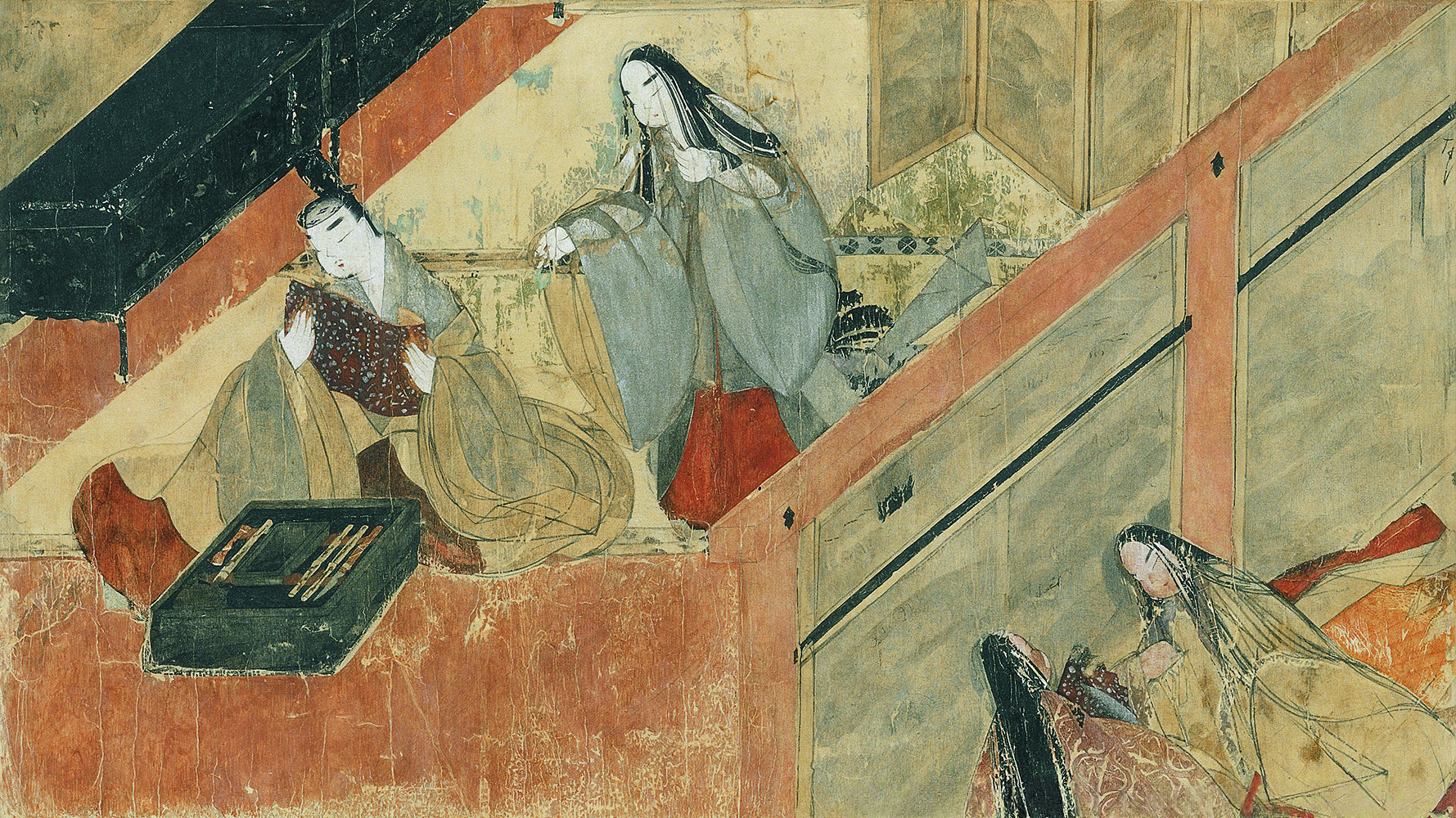
源氏物語 第３９帖「夕霧」

引目勾鼻法在表現男性與女性的差異時，男性的頭上必定會戴烏紗帽，同時看不到前額的瀏海；女性則以濃厚的黑長髮呈現，並蓋住耳朵，同時強調出美麗的前額，
此外男性與女性的另一個差異在於男性會畫出鬍子，但除此之外，五官、眉毛、臉部輪廓等的表現基本上男女沒有差異。

## 特色

### 使用對象的限制
引目勾鼻法僅限於描繪皇族、公卿、宮中女官等貴族階級的容貌，會特別使用豐富的色彩去表現。

### 與人物姿勢的關聯
引目勾鼻式人物的姿勢取決於臉部面朝的方向。因此被固定化的姿勢，不會出現太過動態、大的動作。

## 社會風俗

### 正面描寫的禁忌
日本繪畫中的肖像畫以斜側面的表現占了大多數。
斜側面的畫法不只可以較立體地描繪對象物，同時也能有效地將對象的全貌觀察描繪清楚。
藤原時代到鎌倉時代的貴族為了避免自己的面貌不佳而呈現在他人面前，同時追求一種理想的高貴美貌（高挑鼻子），
但因過去的日本繪畫普遍由描線為主體所構成，缺乏陰影，無法表現出鼻子隆起的樣態。
因此藉由引目勾鼻法的創新，將美貌表現定型出一個「最大公約數」，藉由描繪斜側面的方式，排除了個人的特徵、個性而統一。
此外，這種去個體化的表現手法使得「觀賞者可以自由投射物語中的腳色身姿」，太過具體的表現反而將讀者的想像束縛，因此選用這種較抽象、概念化的方法表示。